# Basse-Vendline
Basse-Vendline (toponimo francese) è un comune svizzero del Canton Giura.
Il comune è stato costituito il 1º gennaio 2025 aggregando gli ex-comuni di Beurnevésin e Bonfol.